# L'adulatore
L'adulatore è un'opera teatrale in prosa in tre atti di Carlo Goldoni scritta nel 1750 e messa in scena per la prima volta a Mantova durante la primavera dello stesso anno con scarso successo. Si tratta di una delle 16 commedie nuove che l'autore si era impegnato a scrivere in un anno per l'impresario Girolamo Medebach. Per il tema, il commediografo veneziano trasse ispirazione da due precedenti lavori di autori francesi: Le Flatteur (1698) di Jean-Baptiste Rousseau e Le Méchant di Jean-Baptiste-Louis Gresset (1747).

## Trama
Sigismondo è orgoglioso, libertino e avido di denaro al tempo stesso; e quest’ultima passione lo conduce alla rovina. Ha la bassezza di far diminuire le provvisioni della gente di servizio del governatore per aumentare il proprio guadagno. I domestici s’indirizzano a lui per riparare a questo danno. Son benissimo accolti, sono blanditi, accarezzati; ma nulla concludono. Questi disgraziati dunque fanno tra loro lega, e conoscendo bene l'autore della loro perdita, gridano vendetta. Si discorre subito di fucilate, di coltellate. Il cuoco prende l’impegno di avvelenarlo, ed eseguisce l’idea. Ecco don Sigismondo vittima della propria malvagità; muore però pentito, confessa i suoi falli e don Sancio riconosce i propri: la sola governatrice piange la perdita dell'Adulatore. 

## Poetica
Per Giuseppe Ortolani si tratta di una satira sociale disegnata senza particolare finezza, per cui la figura dell'adulatore non riesce autentica. Il commediografo veneziano spiegò: Non vi è fra gli uomini il più pernicioso alla società oltre il perfido adulatore; poiché distrugge negli animi quel rossore, ch’è talvolta freno alle colpe, e colorisce i vizi talmente, che più non si ravvisano da chi li coltiva, ed è disperata l’emenda. Io abborrisco in sì fatto modo gli adulatori, che non mi sazierei d’ingiuriarli, per quanto scrivessi in discredito della loro arte maligna.